# ريموند الثاني كونت طرابلس
ريموند الثاني هو ابن بونس، كونت طرابلس ولد سنة 1115 ومات سنة 1152 وحكم كونتية طرابلس من 1137 إلى 1152.
قُتل والده في معركة ضد الدمشقيين وأسر ريموند في هذه المعركة، وقد اعتبر أن المسيحيين في طرابلس قد خانوه وهم وراء الهزيمة في المعركة ومقتل والده لذلك سجن العديد منهم.
وفي نفس العام قام عماد الدين زنكي أتابك حلب والموصل قام بمحاصرة قلعة بعرين التابعة لأراضي كونتيته. فاستنجد ريموند ب فولك ملك مملكة بيت المقدس. لكن جيوش الإثنين هزمت خارج أسوار القلعة بما يعرف بمعركة بعرين. وأسر ريموند في هذه المعركة أيضاً. لكن علم عماد الدين أن إمدادات قادمة من قبل يوحنا الثاني كومنينوس وجوسلين الثاني وريموند الثاني أمير أنطاكية. ولم يعلم المحاصرون بذلك فوافقوا على تسليم القلعة ودفع فدية مقابل إطلاق سراح الأسرى ليطلق سراح ريموند.
أسس ريموند سنة 1142 فرسان الإسبارتية.
في أثناء الحملة الصليبية الثانية اتهم ريموند بقتل الكونت ألفونسو كونت تولوز فغضب ولم يشارك في الحملة. وبعد مغادرة معظم أمراء الحملة الثانية بقي الكونت برتراند كونت تولوز ابن الكونت الفونسو الذي توفي في قيسارية. أراد برتراند الانتقام لموت أبيه وأعلن انه الوريث الشرعي لإمارة طرابلس. قام باحتلال حصن عريمة من بين يدي حاكم طرابلس. حاول ريموند التصدي لحملة برتراند لكن جنوده انهزموا، وطلب ريموند المساعدة من أمراء الصليبيين لكنهم رفضوا، فأضطر بالاستنجاد بمجير الدين أنر، الذي ساعده بالتعاون مع نور الدين زنكي. وفي سنة 1152 قتل على بوابات طرابلس على يد أثنين من الحشاشين ليكون أول شخص غير مسلم يقتل على يد الحشاشين.